# Allotrichoma
Allotrichoma är ett släkte av tvåvingar. Allotrichoma ingår i familjen vattenflugor.

## Dottertaxa tillAllotrichoma, i alfabetisk ordning[1][2]
- Allotrichoma abdominale
- Allotrichoma abiatense
- Allotrichoma adustum
- Allotrichoma aegyptium
- Allotrichoma afrum
- Allotrichoma alium
- Allotrichoma argentipraetexta
- Allotrichoma atrilabre
- Allotrichoma augierasi
- Allotrichoma baja
- Allotrichoma bellicosum
- Allotrichoma bezzii
- Allotrichoma bifidum
- Allotrichoma biroi
- Allotrichoma breviciliatum
- Allotrichoma cederholmi
- Allotrichoma clypeatum
- Allotrichoma dahli
- Allotrichoma deonieri
- Allotrichoma dyna
- Allotrichoma ecuadorense
- Allotrichoma faciale
- Allotrichoma filiforme
- Allotrichoma giordanii
- Allotrichoma impudicum
- Allotrichoma incertum
- Allotrichoma iranicum
- Allotrichoma jamaicense
- Allotrichoma jubae
- Allotrichoma lacteum
- Allotrichoma lasiocercum
- Allotrichoma laterale
- Allotrichoma lateralis
- Allotrichoma lena
- Allotrichoma leotoni
- Allotrichoma livens
- Allotrichoma longivens
- Allotrichoma nigriantenale
- Allotrichoma nitidum
- Allotrichoma oceanum
- Allotrichoma outambense
- Allotrichoma ozerovi
- Allotrichoma pedemontanum
- Allotrichoma picenum
- Allotrichoma pluvialis
- Allotrichoma pseudolaterale
- Allotrichoma quadriciliata
- Allotrichoma quadripectinata
- Allotrichoma ralloi
- Allotrichoma salubre
- Allotrichoma schulleri
- Allotrichoma schumanni
- Allotrichoma sciens
- Allotrichoma senegalense
- Allotrichoma setosum
- Allotrichoma sicanum
- Allotrichoma simplex
- Allotrichoma slossonae
- Allotrichoma stackelbergi
- Allotrichoma steineri
- Allotrichoma strandi
- Allotrichoma sudanicum
- Allotrichoma tricolor
- Allotrichoma trispinum
- Allotrichoma tuareg
- Allotrichoma valkanovi
- Allotrichoma yosemite